# Carly's Song
Carly's Song est une chanson du groupe Enigma paru dans la bande originale du film Sliver, de Phillip Noyce en 1993.
La chanson utilise un sample de la musique folklorique mongole de la chanteuse Namjilyn Norovbanzad.
Le titre fut remixé et ressorti sous le titre Age of Loneliness, paru sur l'album The Cross of Changes la même année.

## Tracklisting

### Single
1. Carly's Song – 3:47
2. Carly's Song (Jam & Spoon Remix) – 6:31
3. Carly's Loneliness – 3:11
4. Carly's Song (Instrumental) – 4:00